# Article 31 de la Charte canadienne des droits et libertés
L'article 31 de la Charte canadienne des droits et libertés est un des articles sous la rubrique Dispositions générales de la Charte des droits de la Constitution du Canada ; tout comme les autres articles des Dispositions générales, il aide à l'interprétation des droits présents ailleurs dans la Charte.
L'article 31 dispose que la Charte n'augmente pas les pouvoirs du gouvernement fédéral ou des législatures des provinces du Canada. Ainsi, seuls les tribunaux peuvent mettre en application les droits garantis par la Charte.

## Texte
« 31. La présente charte n'élargit pas les compétences législatives de quelque organisme ou autorité que ce soit. »

— Article 31 de la Charte canadienne des droits et libertés